# William Renderos Iraheta
William Alexander Renderos Iraheta (né le 3 octobre 1971 au Salvador) est un footballeur international salvadorien, qui évoluait au poste d'attaquant et de milieu, avant de devenir entraîneur.

## Biographie

### Carrière de joueur

#### Carrière en sélection
Avec l'équipe du Salvador, il joue 58 matchs (pour 5 buts inscrits) entre 1991 et 2001. 
Il figure dans le groupe des sélectionnés lors des Gold Cup de 1996 et de 1998, où son équipe est éliminée à chaque fois au premier tour.
Il joue également 14 matchs comptant pour les tours préliminaires de la coupe du monde, lors des éditions 1994, 1998 et 2002.

## Palmarès
CD FAS
- Championnat du Salvador (1) :
  - Champion : 1994-95.
  - Vice-champion : 1987-88 et 1993-94.